# イルハン朝

フレグ・ウルス
ایلخانان

| 先代                                             | 次代                                                                                                |
| ------------------------------------------------ | --------------------------------------------------------------------------------------------------- |
| モンゴル帝国 アッバース朝 ルーム・セルジューク朝 | チョバン朝 ジャライル朝 エレトナ侯国 ムザッファル朝 インジュー朝 クルト朝 ティムール朝 マムルーク朝 |
イルハン朝（イルハンちょう、ペルシア語: ايلخانيان Īlkhāniyān、英語: Ilkhanate）は、現在のイランを中心に、アムダリヤ川からイラク、アナトリア東部までを支配したモンゴル帝国を構成する地方政権（1258年 - 1335年/1353年）。イル・ハン国、フレグ・ウルス、イル汗国とも呼ばれる（後述）。

## 国名の呼称
イルハンのイルとは、元来テュルク諸語において互いに仲間である人間の集団を意味し、特に遊牧民においては遊牧民が支配層を構成する遊牧国家・遊牧政権そのものをこの語によって表現した。これはモンゴル語のウルスとほぼ同義であるが、モンゴル語にもそのままの形で取り入れられ、モンゴル帝国ではもともと敵方であった人間集団や都市、国家をモンゴル帝国側に吸収し、また引き入れることに成功したときに「仲間となる」という意味合いで「イルとなる」と表現した。そのため、これに遊牧政権の君主を意味するハン、あるいはカンを付したイル・ハン（il χan 〜 il qan ＞ ايلخان īl-khān）やイルカンは「部衆の君長」「国民の主」を意味し、ほぼ同義のウルシュ・イディという称号とも併せて、モンゴル帝国を構成する諸ウルスにおいて、必ずしもイルハン朝の君主のみが用いた称号ではなかった。
しかし、この政権の建設者であるチンギス・カンの孫フレグがこのイル・カンの称号を帯びていたこと、また特に西欧において発展した近代史学においては、1824年にフランスの東洋史学者アベル・レミュザが公表した研究で、第4代君主アルグンがフランス王国のフィリップ4世に同盟を申し入れた書簡において、アルグンの称号としてイル・カンが用いられていたことが注目され、イスラーム王朝風にイルハン朝、あるいはイル・ハン国、イル汗国、イル・カン国といった通称が広く用いられるようになった。『集史』など、この政権自身や周辺が編纂した記録では、ペルシア語で「ウールース・イ・フーラーグー（أولوسِ هولاكو Ūlūs-i Hūlākū）」、つまりモンゴル語で「フレグのウルス」と記されており、モンゴル研究者からは、フレグ一門のウルスという意味で、フレグ・ウルスと呼ばれることが多い。

## 成立について
フレグ・ウルスの成立年については諸説存在する。なぜならば、フレグが明確に建国を宣言したわけではないからである。そもそもこの政体は第4代カアン・モンケによる西アジア遠征軍がもとであり、遠征先でモンケの崩御に遭い、帰還が難しくなったため、仕方なく総司令官たるフレグを主人と仰ぎ、なりゆきで出現した国家であった。ゆえに以下のような説がある。
- 1256年説・・・フレグ軍がアム川を渡り、「イーラーン・ザミーン」に入った時
- 1258年説・・・バグダードのアッバース朝を滅ぼした時
- 1260年説・・・アゼルバイジャン高原に本拠を置いた時

この記事では1258年説をとるが、杉山正明は1260年説をとっている。

## 歴史

### フレグの西征

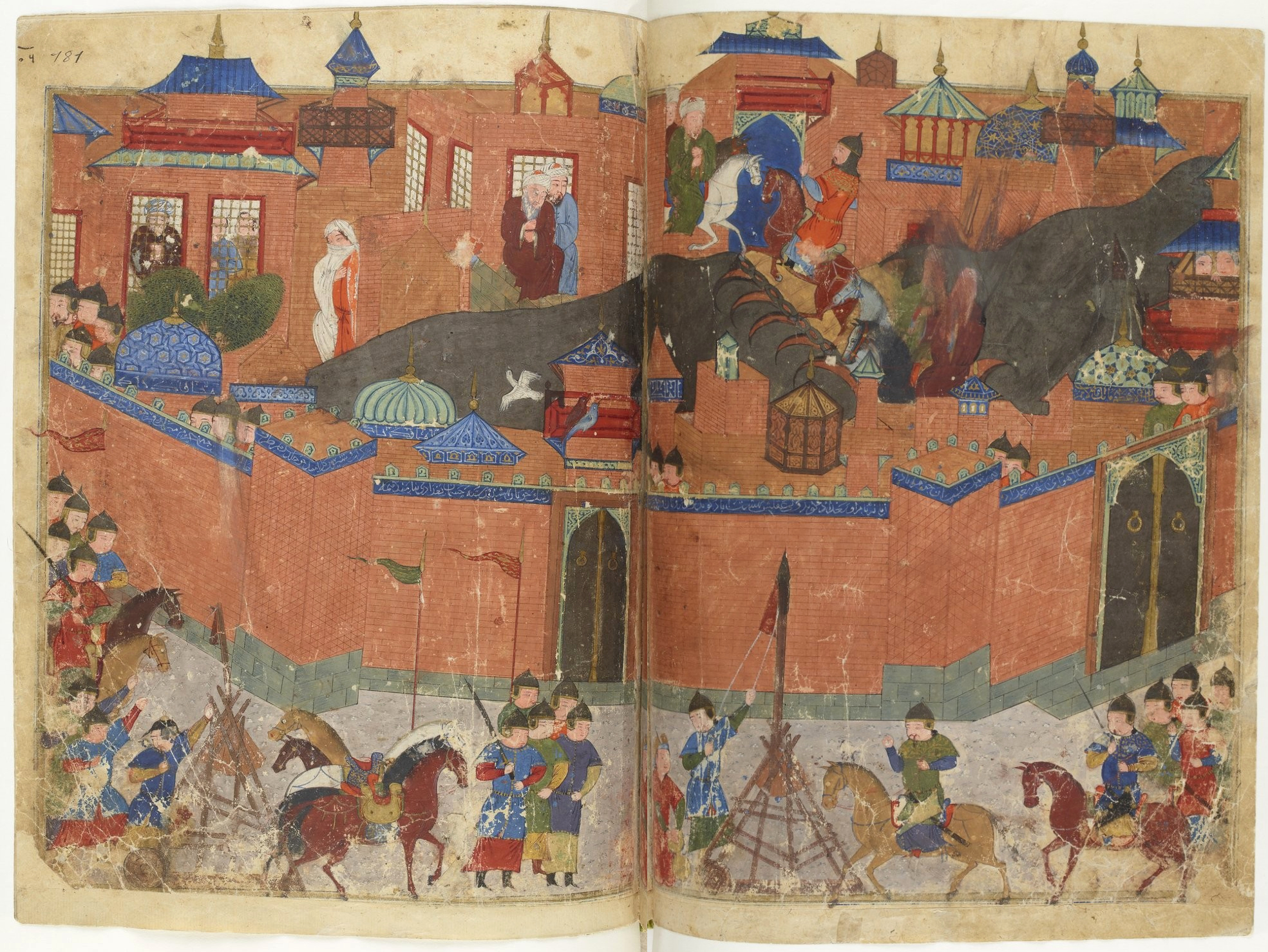
1258年のフレグ西方遠征軍によるバグダード包囲（『集史』パリ本より）

シリア・パレスチナ戦線 (1260年)。

フレグは兄であるモンゴル帝国第4代皇帝（カアン）モンケによりモンゴル高原の諸部族からなる征西軍を率いて西アジア遠征（フレグの西征）を命ぜられ、1253年にモンゴルを出発、アルマリクを経て、1255年にサマルカンドに到着した。11月にケシュでホラーサーン総督アルグンに代わってイランの行政権を獲得した。アム川を渡るに先立ち、フレグはイラン、アゼルバイジャン、グルジア、アナトリアなどに帰順の勧告をし、ほとんどの国々は帰順の意をしめしたが、イスマーイール教団（ニザール派、暗殺教団）がそれに従わなかったため、1256年1月にフレグ軍はアム川を渡り、教団のアラムート城などの山城を攻略していき、11月に教主のルクヌッディーン・フルシャーを降伏させ、イスマーイール教団を解体させた。
1258年1月、フレグ軍はイラクに入ってバグダードを包囲（バグダードの戦い）、2か月もすると勝手に内部崩壊して第37代カリフのムスタアスィムは無血開城し、508年続いたアッバース朝は滅んだ。その後のバグダードでは略奪と虐殺が起き、80万人の死者が出たとされるが、これはモンゴル人によるものではなく、バグダードの管理を任されたネストリウス派キリスト教徒とルーティー（ごろつき）らによるもので、むしろそれをモンゴル側が敵に恐怖心を与えるため流した噂であった可能性が高い。
1260年、フレグはシリアに進出（モンゴルのシリア侵攻）、アイユーブ朝の残存勢力を駆逐してアレッポとダマスカスを支配下に置いた。この情勢を見てアンティオキアとトリポリの十字軍はモンゴル軍に帰順した。4月、そんな破竹の勢いのフレグのもとにモンケ・カアン崩御の報が届く。

### 建国期
1260年4月、アレッポにいたフレグは兄モンケ・カアン崩御の報を受けると、カラコルムへ向かって引き返し始めたが、帰路の途上で次兄クビライ（元世祖）と弟アリクブケによる帝位継承戦争が始まったことを聞くと、西アジアに留まることを決断した。とりあえず自身はアゼルバイジャンに本拠を構え、シリアには将軍のケド・ブカを置いてマムルーク朝を牽制した。
1260年9月、ケド・ブカはマムルーク朝に降伏勧告をしたが、その使節が殺され、北上の構えをみせたため、フレグ本隊を待たず先鋒隊の1万2千騎で南下を開始した。ケド・ブカはマムルーク朝の第4代スルターン・クトゥズとバイバルスが率いるマムルーク騎馬軍に攻め込まれ、パレスチナのアイン・ジャールートの戦いで敗れてシリアを喪失してしまう。
一方、マラーガにいたフレグ本隊は隣接するジョチ・ウルスのベルケとは同じモンゴル帝国内の政権ながらホラズムとアゼルバイジャンの支配権を巡って対立し、1261年～1262年に両者で戦闘が起きた（ベルケ・フレグ戦争）。
また、チャガタイ・ウルスとはマー・ワラー・アンナフルの支配権を巡って対立したが、ジョチ・ウルスとチャガタイ・ウルスがオゴデイ家のカイドゥを第5代皇帝クビライに対抗して盟主に推戴したため、フレグはクビライの支配する大元ウルスとの深い友好関係を保った。さらにジョチ・ウルスのベルケはマムルーク朝のバイバルスと友好を結び、イルハン朝挟撃の構えを見せた。

### フレグの死とアバカ・ハンの即位
1265年2月、冬営地のジャガトゥ河畔でフレグは突然死去した（享年48）。ヤコブ派の高僧バール・ヘブラエウスは財務担当のシャムスッディーン・ジュヴァイニーの毒殺と疑ったが、定かではない。折しもその4か月後にフレグの后ドクズ・ハトゥンが亡くなり、翌年にはフレグの死に乗じて南下したジョチ・ウルスのベルケが、同年にチャガタイ・ウルスのアルグが不審死をとげる。
フレグの跡を継いだのはスルドス族出身の第五カトン・イスンジンとの間に生まれた庶長子アバカであった。アバカは三弟のヨシュムトを右翼（西方）のデルベンド方面に、六弟のトブシンを左翼（東方）のホラーサーンとマーザンダラーン方面に配置した。
1268年、マムルーク朝のバイバルスが北上し、アンティオキア公国を滅亡させた。
1269年、チャガタイ・ウルスの第7代当主バラクとカイドゥが協定を結んでヘラートへ侵攻してきた。1270年7月21日、ヘラートの近郊のカラ・スゥの平原で会戦（カラ・スゥ平原の戦い）し、死闘の末アバカ軍が勝利、フレグ・ウルスでの権威を確固たるものにした。

### テグデル・ハン
1282年、アバカ・ハンが薨去すると、クリルタイが開催され、アルグン派との対立があったものの、テグデルが第3代のイル・カンに即位した。彼はムスリムだったため、スルターン・アフマドと称した。テグデルは即位すると、自らのイスラームに対する信奉を内外に表明することに努め、マムルーク朝のスルターン・カラーウーンに親書を送ってこれと友好を築こうとし、バグダードのモスクやムスタンスィリーヤ学院などの諸所のマドラサにワクフなどの多大な寄進を進めた。また、讒訴によって投獄されていたバグダードの長官アラーウッディーン・アターマリク・ジュヴァイニーを釈放して再びバグダードの管理を任せている。これらのためアルメニアやネストリウス派などの国内のキリスト教勢力や仏教勢力は保護年金の打ち切りや、寺院などをモスクに改修する命令などが出された。
1284年、ホラーサーンを領有していたアルグンは自らの即位を望んでテグデル・ハンに対して叛乱を起こした。アルグンがホラーサーン、マーザンダラーンの諸軍を率いてテグデルのいるアゼルバイジャン地方に迫ったが、カズヴィーン郊外でアルグンは敗退した。テグデルは国内でアルグン支持派が多いことを鑑み、アルグンと和平を結んだ。しかし、アルグン派の勢いは止まらず、7月にテグデル・ハンを拘束し、テグデルによって処刑されたコンクルタイの母アジュージャ・エチゲらの要望もあってテグデル・ハンは8月に処刑された。

### アルグン・ハン
1284年8月、マラーガ近傍のハシュトルード川とクルバーン・シラとの間にあったカムシウンという夏営地においてクリルタイを開催し、ガイハトゥらの推戴を受けて、アルグンは第4代のイル・カンに即位した。アルグン・ハンはバグダードの長官にバイドゥを、ディヤールバクルの長官にジュシカブを、ルームの長官にフラジュウを、グルジアの長官に叔父のアジャイを、ホラーサーン、マーザンダラーン、ライ、クーミスの長官に息子のガザンを、ワズィール（宰相）にはブカを任命した。
1286年には、宗主国である元朝皇帝クビライ・カアンから正式にカンの地位を追認され、ブカにはチンサンの称号を賜った。
1289年、ブカが謀反を起こしたため、アルグン・ハンは彼を逮捕し、処刑した。これに関連してブカの弟アルク、グルシア王デメトレ2世も処刑された。デメトリウスの代わりにはワフタン2世（1289年 - 1292年）をグルジア王につかせた。新たな宰相にはユダヤ人医師のサアド・アッ＝ダウラが任命された。
1290年、ジョチ・ウルスのモンケ・テムルの軍隊がデルベンドを経由して侵入してきたので、アルグン・ハンはタガチャルらを派遣し、カラスゥ河畔で撃退した。ホラーサーンでガザンが部下のノウルーズの反乱にあったので、アルグン・ハンはタガチャルをその救援に向かわせた。
1291年、アルグン・ハンの寵臣サアド・アッ＝ダウラはその権威を利用してあらゆる施策を行った結果、多くの臣下や諸将の恨みを買ったため、アルグンの病気が重篤になったすきをついたタガチャルによって殺された。3月、アルグン・ハンはアッラーン地方の冬営中に34歳で病没した。

### ガイハトゥ・ハン
1291年、アルグン・ハンが薨去すると、王子であるガザン、アルグンの異母弟であるガイハトゥが候補となったが、将軍のタガチャルらは自分の地位が脅かされることを恐れてアルグンの従弟であるバイドゥをハン（イル・カン）位に推戴した。しかし、バイドゥ自身が辞退したためガイハトゥが第5代ハンに即位した。
ガイハトゥ・ハンは酒と女と美少年にふけって官能快楽にひたり、政務のことごとくをワズィールであるサドルッディーン・ザンジャーニーに丸投げしたため、彼の権力は全能を極めた。サドルッディーンは各地の知事を勝手に移動したり、大官たちの許可はおろかハンの許可なしにあらゆることを決裁できた。サドルッディーンはハサンとタイジュウから采邑（インチュウ）の管轄権を奪い、これを公賦（デライ）に併せた。ハサンとタイジュウはこのことをガイハトゥ・ハンに訴えようとしたが、サドルッディーンによってもみ消され、彼を信用していたガイハトゥ・ハンは自分の大臣の悪口を言う者は死刑にすると言った。これによって誰もサドルッディーンに逆らうことができなくなった。ついで、勅令が発せられ、ジャイフーン川からマムルーク朝との境界にいたるイルハン朝全体の行政がサドルッディーンに委ねられること、一切の公職を任命する権限を有すること、ハトゥンたち諸将によって雇われている使用人すべては彼の自由裁量に委ねられるべきであることが決定された。また、元朝に倣って鈔という紙幣を導入したが、市場経済を混乱させたのですぐに廃止された。これらの失政によってイルハン朝の国庫は空になった。

### バイドゥ・ハン
1295年、ガイハトゥ・ハンはその放蕩ぶりと浪費癖によって国庫を傾かせたため、副元帥のタガチャルらによって殺害され、第6代ハンはバイドゥが即位した。バイドゥ・ハンはガイハトゥの寵臣らを殺害し、タガチャルを元帥にして行政長官をも兼務させた。サドルッディーンは罷免され、代わってジャマールッディーン・ダストジャルダーニーがワズィールとなった。サドルッディーンはタガチャルの徴収課税官となり、チャオイン（鈔人、紙幣の発明者）というあだ名をつけられた。
バイドゥ・ハンによってワズィールを罷免されたサドルッディーン・ザンジャーニーは元帥のタガチャルとともにバイドゥ・ハンを廃し、ガザンをハンに即位させようと考えた。そしてふたたびガザンをタブリーズに呼び寄せたところでガザン側につき、バイドゥ・ハンはグルジア方面へ逃亡した。ノウルーズはすぐにバイドゥを追跡して捕らえ、ガザンのもとへ連行すると、10月4日に処刑された。

### ガザン・ハンのイスラム王朝への転身

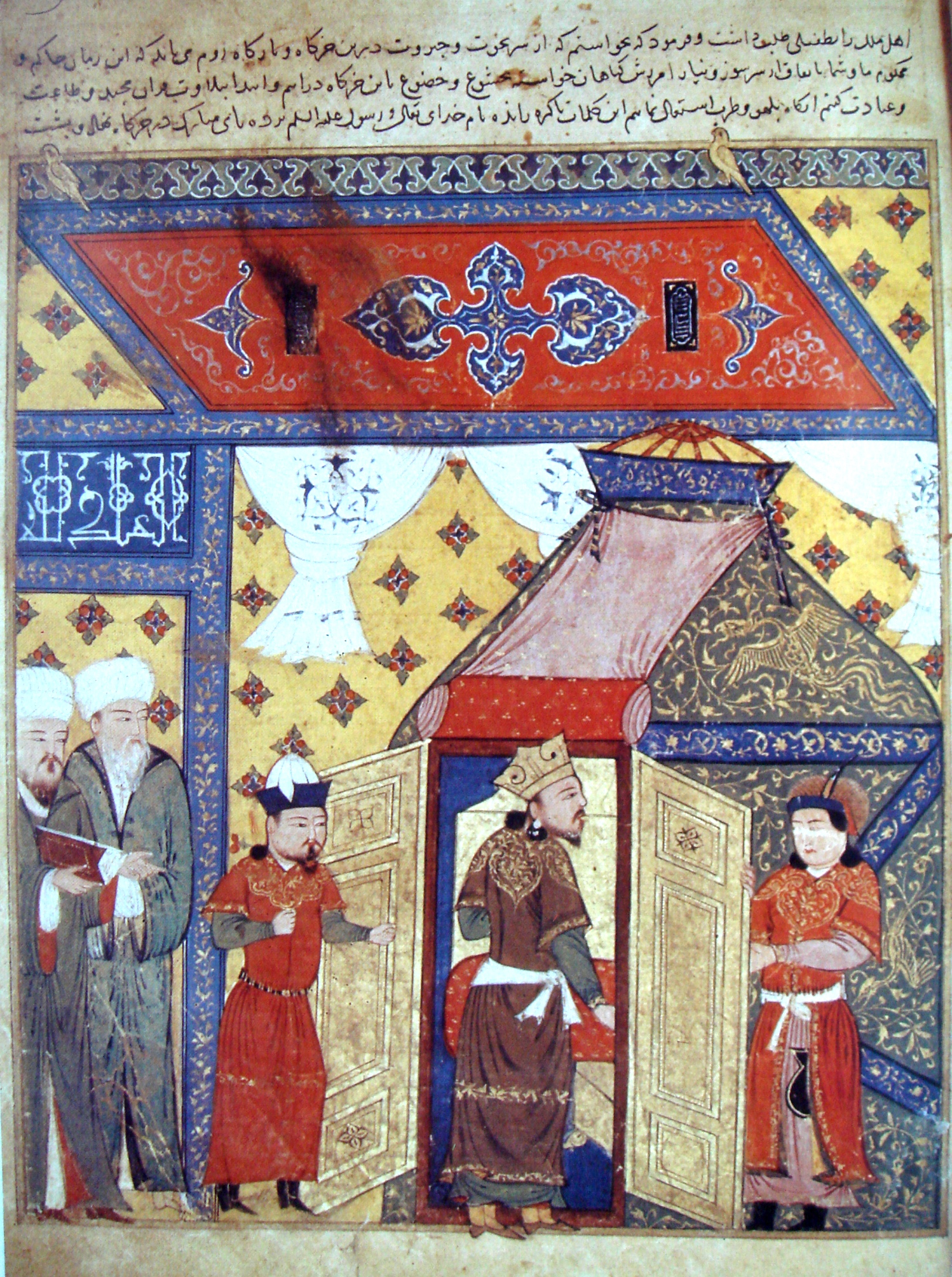
ガザンのイスラム改宗（『集史』パリ本より）

1295年、アルグンの長男ガザンは、叔父ガイハトゥを殺したバイドゥを倒し、第7代ハンに即位した。ガザンはハン位奪取にあたって仏教からイスラム教に改宗したが、これによってイラン国内のモンゴル諸部族にも増えつつあったムスリムの支援を受けて即位したため、イラン在住の各部族がこれに従ってイルハン朝はイスラム化を果たした。イスラム化にあたり、ガザンは即位後偶像崇拝を禁止し、キリスト教会堂、ユダヤ教会堂、ゾロアスター寺院などの建造物を破壊させ、仏教僧侶の殺害、キリスト教聖職者の蔑視、免税の解除をおこなった。これらガザンのイスラム化を背後で入れ知恵していたのは先代イラン総督アルグン・アカの子ナウルーズ（アミール・ノウルーズ）であり、彼はこれらの功績により、イルハン朝の副王たる「最高代官」に任命された。ガザンは自ら「イスラムの帝王（パードシャーヘ・イスラーム）」（Pādshāh-i Islām）を名乗り、この称号はオルジェイトゥ、アブー・サイードにも受継がれた。
副王アミール・ノウルーズはワズィール（宰相）のサドルッディーン・ザンジャーニーによってあらぬ疑いをかけられ処刑された。それによってサドルッディーンが権力を掌握したが、すぐに告発を受け処刑されたため、サアドウッディーンと祖父アバカに仕えていたハマダーン出身の典医ラシードゥッディーンを次のワズィール（宰相）に任命した（1298年）。税制については、従来、モンゴルのイラン支配が始まってから徴発が濫発されていた臨時課税を基本的に一時中断し、諸々の年貢を通常イランで徴集日が固定されていたノウルーズなどに一本化するなど徴税についての綱紀を粛正した。イスラム王朝伝統の地租（ハラージュ）税制に改正させ、部族の将軍たちに与えていた恩給を国有地の徴税権を授与するイスラム式のイクター制にするなど、イスラム世界の在来制度に適合した王朝へと転身する努力を払い、イルハン朝を復興させた。
さらにガザンは、政権中枢の政策決定に与る諸部族とそれを率いる武将たちのモンゴル政権構成員としてのアイデンティティーを回復するため、自らの知るモンゴル諸部族の歴史をラシードゥッディーンに口述して記録させ、それに宮廷文書庫の古文書や古老の証言を参照させて『ガザンの幸いなるモンゴル史』の編纂を行わせた。この編纂事業によって各部族にチンギス家、さらにはフレグ家との深い結びつきを再認識させることを図ったのである。

シリア・パレスチナ戦線 (1299年–1300年)。

パレスチナ戦線 (1299年–1300年)及びマージ・アル･サファーの戦いでマムルーク朝に敗れ、以降のマムルーク朝によるシリアの支配が確定した。
ガザンは「サイイドたちの館（ダールッスィヤーダ）」と呼ばれる預言者ムハンマドやカリフ・アリーの後裔であるサイイドたちのための宿泊施設を各地に建設し、また各地でモスクやマドラサその他宗教・公共施設の建設や改修、ワクフ物件の設定が行われた。

### オルジェイトゥ

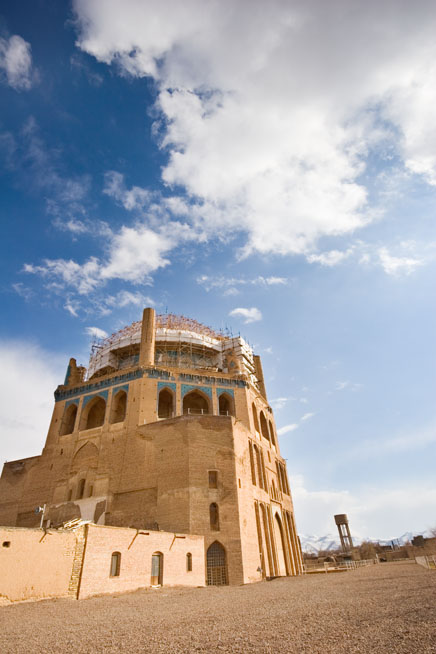
ソルターニーイェのオルジェイトゥ廟

ガザンは1304年に死ぬが、弟のオルジェイトゥがハンに即位して兄の政策を継続し、また1301年にカイドゥが戦死して大元を宗主国とするモンゴル帝国の緩やかな連合が回復された結果、東西交易が隆盛してイルハン朝の歴史を通じてもっとも繁栄した時代を迎えた。オルジェイトゥは新首都スルターニーヤ（ソルターニーイェ）を造営し、宰相ラシードゥッディーンにガザン時代に編纂させた「モンゴル史」を母体に、モンゴルを中心に当時知られていた世界のあらゆる地域の歴史を集成した『集史』や、彼の専門であった医学や中国方面の薬学についての論文、農書、イスラム神学に関わる著作集を執筆させている。
さらにガザン、オルジェイトゥの時代には用紙の規格化が推進され、現在にも伝わる大型かつ良質なクルアーンや宗教諸学、医学、博物学、天文学など様々な分野の写本が大量に作成された。地方史の編纂も盛んであった。『集史』編纂の影響と考えられているが、特に挿絵入りの『王書』などの文学作品の豪華な写本が作成されるようになったのも両ハンの時代からであった。この時代にはイルハン朝におけるイラン・イスラーム文化の成熟が示された。

### スルターン・アブー・サイード・ハン
1316年、オルジェイトゥ・ハンが薨去すると、翌年（1317年）息子のアブー・サイードが12歳で即位する。スルドス部族のチョバンがスルターン代理として実権を握った。二人のワズィール（宰相）であるラシードゥッディーンとタージッディーン・アリーシャー・ギーラーニーの政争でラシードが罷免され、翌年（1318年）処刑された。
アブー・サイードは内政政策として禁酒令の公布と穀物税の廃止をおこない、外交政策として長年敵対していたマムルーク朝と講和を実現した。
成人したアブー・サイードは、チョバンの娘バグダード・ハトゥンを巡ってチョバンと対立するようになり、1327年にチョバンを殺害し、実権を自ら掌握するとともにバグダード・ハトゥンを娶った。
1334年、ジョチ・ウルスのウズベク・ハンが来襲する陣中でアブー・サイードは病気にかかり、1335年に薨去した。アブー・サイードには子がなかったため、アリクブケの後裔であるアルパ・ケウンが第10代ハンに即位した。

### イルハン朝の解体

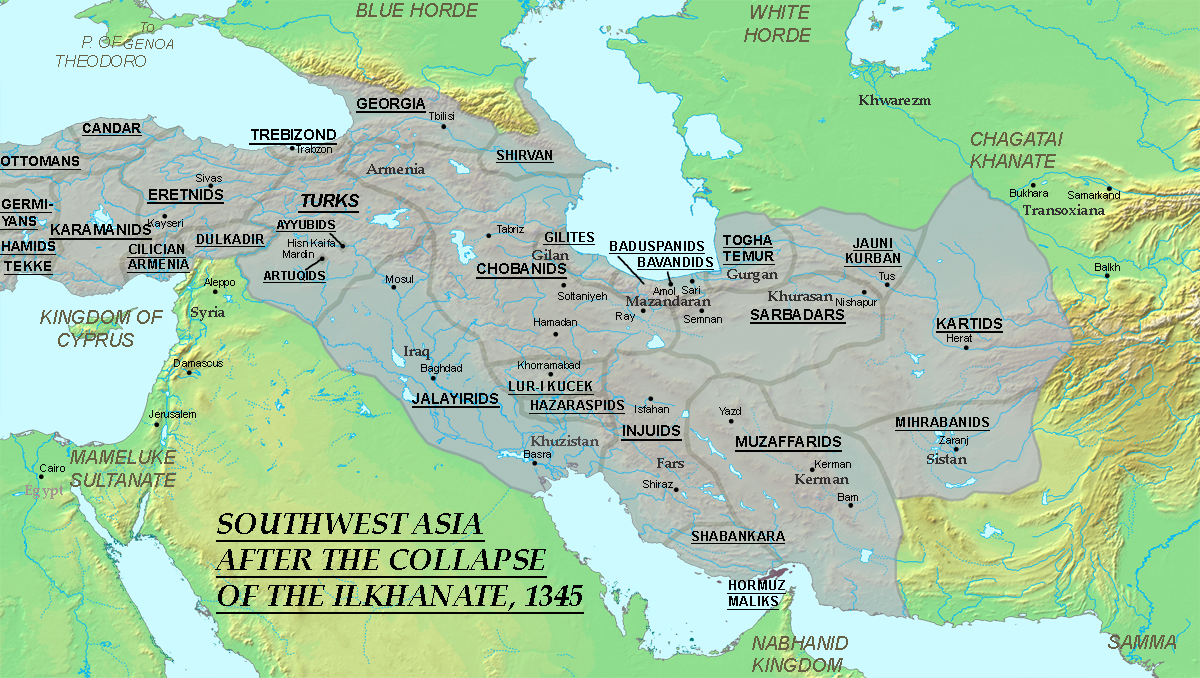
イルハン朝の解体後のイラン周辺（1345年頃）

アブー・サイードが陣没したとき、ラシードゥッディーンの息子で宰相のギヤースッディーン・ムハンマドは、アリクブケの曾孫アルパ・ケウンをハンに推戴させた。しかし、アルパ・ケウン・ハンは即位からわずか半年後の1336年、彼に反対するオイラト部族のアリー・パーディシャーに敗れて殺害された。以来イランは様々な家系に属するチンギス・カンの子孫が有力部族の将軍たちに擁立されて次々とハンに改廃される混乱の時代に入った。
アリー・パーディシャーはバイドゥの孫のムーサーを擁立したが、ジャライル部のハサン・ブズルグ（大ハサン）が取って替わりフレグの子モンケ・テムルの玄孫であるムハンマドを擁立した。一方でホラーサーンではチンギス・カンの弟ジョチ・カサルの後裔であるトガ・テムルが周辺諸侯からハンと認められつつあり、逃げのびたムーサ―と反乱を起こした。これは失敗に終わったが、大ハサンもすぐにチョバン家のシャイフ・ハサン（小ハサン）に敗れて傀儡の君主であるムハンマドを失った。小ハサンが一族のサティ・ベクを女王として擁立すると大ハサンはこれに対抗してトガ・ティムールをハンとして認めて擁立した。一時はトガ・ティムールとサティ・ベクを結婚させる案も出たが流れてしまい、トガ・ティムールを見限った大ハサンはガイハトゥの孫のジハーン・テムルをハンに擁立。小ハサンもフレグの子イシムトの後裔のスライマーンを老齢のサティ・ベクと結婚させてハンに擁立した。抗争に勝利した小ハサンが1343年に暗殺されるとスライマーンはサティ・ベクと共に混乱するチョバン家へ大ハサンの介入を求めた。しかしこれは失敗し、ハンたちは小ハサンの弟のアシュラフに追放されてしまった。以降はアヌシルワーンという名の家系不明で実体すら定かでないアーディルが立てられる。1357年にチョバン家がアゼルバイジャンを巡ってジョチ・ウルスに滅ぼされるとイルハン朝は完全に滅亡した。
一方でホラーサーンを支配していたトガ・ティムールは周辺諸侯から1350年前後まではハンと認められ続け、一度は見限った大ハサンもチョバン家に対抗して1344年までは改めてトガ・ティムールをハンと認めていた。1353年、乱立したハンの中で最後まで生き残っていたトガ・ティムールが殺害され、イランからはチンギス・カン一門の君主は消滅した。イラクでも大ハサンが1356年に死去すると次代のシャイフ・ウヴァイスは傀儡を立てずに自らハンに即位してジャライル朝を建国してジョチ・ウルスに滅ぼされたチョバン家領を併合していった
こうしたアブー・サイード死去以来の混乱で、イランの各地にはムザッファル朝、インジュー朝、クルト朝、サルバダール政権、ギーラーン、マーザーダラーン諸政権など遊牧部族と土着イラン人による様々な王朝が自立していった。アナトリアも同様でルーム・セルジューク朝時代から分離傾向にあったベイリクやトゥルクマーン諸政権が乱立した。これらは1381年に始まるティムールのイラン遠征によりティムール朝の支配下に組み入れられていった。

## 政治体制

### モンゴル的支配の骨格
ハン（イル・カン）を中心とする家産的軍事国家で、地方には分封制（ウルス）を通じて、ハンの親族や将軍たちが配された。クリルタイ（部族会議）による承認が正統性の源泉。

### イラン＝イスラーム的官僚制度の融合
ペルシアの伝統的な行政制度（サーサーン朝以来）を部分的に継承。税制、財務、文書行政ではイラン系文人（ディーワーン官僚）が活躍。時代が進むとイスラーム的要素が強まり、シャリーア（イスラーム法）とディーワーン制度の二重構造が発展した。

### 主な役職・官職一覧
| 役職名                       | ペルシア語表記 | 説明                                                                                     |
| ---------------------------- | -------------- | ---------------------------------------------------------------------------------------- |
| イルハン（イル・カン）       | ایلخان Īlkhān  | 君主・最高権力者。                                                                       |
| アミール・アル＝ウマラー     | امیرالامرأ     | 「将軍の長」：最高軍司令官。特にチョバン家がこの地位を独占。                             |
| サードル（宗教長官）         | صدر            | 主にイスラーム法学・教育・寄進財産（ワクフ）の監督。                                     |
| ワズィール（宰相）           | وزیر           | 中央政務を統括。ディーワーン（官僚機構）の長。                                           |
| サーヒブ・ディーワーン       | صاحب دیوان     | 財政・税制・徴税の責任者。事実上の首相格となる場合も。著名な人物にラシードゥッディーン。 |
| タムガチ（徴税長官）         | تمغاچی         | 関税・商業税などの徴収責任者（モンゴル起源の官職）。                                     |
| タルフチ（勅令伝達官）       | تارغچی         | ハンの勅令（ヤルリグ）を各地に伝達する役人。                                             |
| ナイーブ（副官）             | نایب           | 地方総督や将軍の副官職。州知事の補佐など。                                               |
| マリク（総督、行政長官）     | ملک            | 地方の世襲首長。イルハン朝に服属しつつ州の統治を任される。                               |
| キシュテグチ（軍団長）       | Keshigtegchi   | 宮廷警護や軍制における指揮官の一つ。モンゴル系。                                         |
| シャフナ（市政官）           | شهنا           | 都市行政の監督官。治安や市場の監督。                                                     |
| ムスタウフィー（会計監察官） | مستوفی         | 地方や官庁の会計を監査・報告する役職。                                                   |

## 地方行政制度
イルハン朝の地方統治は、モンゴル帝国の分封制（ウルス）と、イラン＝イスラーム世界の州制（イラーヤット）の伝統が融合した形で構築されていた。地方は「イラー（州） / イラーヤ（複数形）」に分かれ、各地には総督（ワーリーやアミール）が任命された。モンゴル的な分封制も存続し、チンギス・カンの血族や有力アミールがウルス支配者として領地を保持してした。中央からの命令を伝えるヤルリグ（勅令）や徴税令がディーワーン（官僚機構）を通じて各地に伝達された。地方官にはモンゴル系とイラン系の官僚が共存していた。
以下はイルハン朝の主な地方（行政単位）と中心都市。
| 州名（現代地名）                             | 中心都市（当時）                 | 特徴                                                                   |
| -------------------------------------------- | -------------------------------- | ---------------------------------------------------------------------- |
| アーザルバーイジャーン（アゼルバイジャン）州 | タブリーズ                       | 事実上の首都で、政治・経済の中心地。イルハンの宮廷所在地。             |
| イラーク・アジャミー（ペルシア系イラク）     | ライイ、カズヴィーン、ハマダーン | 中央高原部。伝統的な都市文明地域。学者・文人が多く輩出。               |
| イラーク・アラビー（アラブ系イラク）         | バグダード                       | 旧アッバース朝の都。スンナ派イスラーム文化の中心。                     |
| ホラーサーン州                               | ニシャープール、ヘラート         | 東部イラン。学術と軍事の要地。文化・宗教都市が集中。                   |
| マーザンダラーン（タバリスターン）           | アムル、サーリ                   | カスピ海南岸の肥沃な地方。                                             |
| フーゼスターン州（フワイザ）                 | スーサ、アフヴァーズ             | 農業地帯。水利の管理が重要。                                           |
| ファールス州                                 | シーラーズ                       | 伝統あるペルシア文化圏。詩人ハーフェズの故郷。                         |
| ケルマーン州                                 | ケルマーン                       | 南東部。交易路と軍事要地。                                             |
| ルーム（アナトリア）                         | シワス、カイセリ                 | 小アジア高原部。セルジューク朝系政権（ルーム・スルタン国）を間接支配。 |
| アッラーン（アルバニア地方）                 | ガンジャ、バルダア               | カフカス南部。ムスリムとキリスト教徒の混在地。                         |
| ディヤール・バクル                           | アミド（ディヤルバクル）         | クルド系部族やアルメニア人も多く、民族的に多様。                       |

### 地方統治に関わった役職
| 役職名           | 説明                                                             |
| ---------------- | ---------------------------------------------------------------- |
| ワーリー（والي） | 州知事・総督。行政・治安・徴税を管轄。                           |
| アミール（أمير） | 軍事的な統治者。モンゴル将軍や一族出身者が任じられることが多い。 |
| シャフナ         | 都市監督官。市場監督・治安維持など。                             |
| ムスタウフィー   | 地方財政を監査・報告する会計官。                                 |
| タムガチ         | 関税や交易税の徴収担当官。キャラバンサライの管理も含む。         |

## 属国・従属国一覧
| 属国・従属国                               | 地域                                                                     | 関係・特徴                                                                                   |
| ------------------------------------------ | ------------------------------------------------------------------------ | -------------------------------------------------------------------------------------------- |
| ルーム・セルジューク朝                     | 小アジア（アナトリア）                                                   | イルハン朝の間接支配下。君主がイルハンから称号を授与されていた。モンゴル帝国の早期から従属。 |
| ギーラーンの地元首長たち                   | カスピ海南岸の山岳地帯                                                   | 形式的に従属。しばしば独立的に行動。                                                         |
| クルド系首長たち（ディヤール・バクル周辺） | 東アナトリア                                                             | 地元有力家系がイルハンに臣従し、自治的に支配。                                               |
| ジョージア王国（グルジア王国）             | 南コーカサス                                                             | イルハン朝に従属。モンゴル遠征後、半独立状態。軍役を課せられる。                             |
| アルメニア王国（キリキア・アルメニア王国） | シリア北部・トルコ南東部                                                 | イルハン朝と友好関係。ときに属国的立場。対マムルーク戦で協力。                               |
| ラスターク朝（ヤズド地方）                 | 中南部イラン                                                             | 地元政権で、イルハンに臣従しつつ事実上の独立政権。                                           |
| バフティヤーリー族                         | ザグロス山脈地帯                                                         | 遊牧・半定住民族。イルハンに貢納を行い、時に軍役提供。                                       |
| カラハターヤ朝（一時期）                   | トランスオクシアナ地方（現ウズベキスタン周辺）                           | フレグの遠征初期に一時的に服属。のちにチャガタイ家が優勢。                                   |
| アル＝ジャジーラ（メソポタミア北部）諸侯   | モスル・ニシビス周辺                                                     | モンゴル遠征後に降伏し、従属的立場に。治安や税務は任地の首長が担当。                         |
| クルト朝ヘラート公国                       | ヘラート                                                                 | イラン東部に勢力を築いた地元系王朝。イルハン朝に臣従しつつ自治的に統治。後に独立色を強める。 |
| 大ルル公国                                 | ザグロス西部：フーゼスターン、ロレスターン、イーラーム地方               | 1250年代にフレグに服属。形式的に臣従しつつ、地方支配を継続。                                 |
| 小ルル公国                                 | ザグロス中部：ファールス北部、チャハール・マハール、バフティヤーリー地方 | 1250年代にフレグに服属。形式的に臣従しつつ、地方支配を継続。                                 |

## 宗教
初代君主フレグ自身はチベット仏教徒であったが、支配地域のもともとの宗教を尊重し、フレグ・ウルス内の宗教は自由とした。そのため以下のような宗教が入り乱れていた。
- ヤコブ派キリスト教
- ネストリウス派キリスト教
- チベット仏教
- 上天信仰
- シーア派イスラム教
- スンナ派イスラム教
- ユダヤ教

フレグ・ウルス下ではアッバース朝時代にあったムスリム特権はなく、非ムスリムであってもジズヤ（人頭税）はなかった。
第7代君主ガザンがイスラム教に改宗してからは宗教の自由はそのままに表面上はイスラム教を尊重する構え・施策をとっていった。

## 歴代君主
イルハン朝の君主は代々イル・カン（イルハン）と称した。
| 代数 | 名前                         | 在位期間        | 説明 |
| ---- | ---------------------------- | --------------- | --- |
| 1    | フレグ                       | 1260年 - 1265年 | トルイの三男。 |
| 2    | アバカ                       | 1265年 - 1282年 | フレグの子。 |
| 3    | アフマド・テクデル           | 1282年 - 1284年 | アバカの弟。 |
| 4    | アルグン                     | 1284年 - 1291年 | アバカの子。 |
| 5    | ガイハトゥ                   | 1291年 - 1295年 | アルグンの弟。 |
| 6    | バイドゥ                     | 1295年          | フレグの五男・タラガイの子。 |
| 7    | ガザン                       | 1295年 - 1304年 | アルグンの子。 |
| 8    | オルジェイトゥ               | 1304年 - 1316年 | ガザンの弟。 |
| 9    | アブー・サイード             | 1317年 - 1335年 | オルジェイトゥの子。後見人はチョバン。その死でフレグ王統断絶。                                                                                           |
| 10   | アルパ・ケウン               | 1335年 - 1336年 | フレグの弟アリクブケの曾孫。 |
| 対立 | ムーサ                       | 1336年 - 1337年 | バイドゥの孫。オイラト部のアリー・パーディシャーが擁立。                                                                                                 |
| 11   | ムハンマド                   | 1336年 - 1338年 | フレグの子モンケ・テムルの玄孫。ジャライル部のハサン・ブズルグ（大ハサン）が擁立。                                                                       |
| 対立 | トガ・ティムール             | 1337年 - 1353年 | チンギス・カンの弟ジョチ・カサルの後裔で根拠地はホラーサーン。アリー・ジャファルが擁立。イルハン朝のハンを称した人物の中で最後に没した事実上最後のハン。 |
| 12   | サティ・ベク                 | 1338年 - 1339年 | 女王。オルジェイトゥの娘でチョバンの妻。チョバン家のシャイフ・ハサン（小ハサン）が擁立。                                                                 |
| 対立 | シャー・ジハーン・ティムール | 1339年 - 1340年 | ガイハトゥの孫。ジャイラル部のハサン・ブズルグが擁立したがすぐに廃される。                                                                               |
| 13   | スライマーン                 | 1339年 - 1343年 | フレグの子イシムトの後裔。チョバン家のシャイフ・ハサンが擁立し、サティ・ベクと結婚。                                                                     |
|      | アヌシルワーン               | 1343年 - 1357年 | 家系不明。アシュラフに擁立された君主で、ハンではなく、アーディルに即位した。                                                                             |

## 系図
|  |  |                        |                        |                        |                        |                        |                        |  |  |                              |                              |                              |                              |                              |                              |  |  |                        |                        |                        |                        |                        |                        |  |  |                |                |                |                |                |                |  |  |           |           |           |           |           |           |  |  |           |           |           |           |           |           |  |  |                |                |                |                |                |                |  |  |                  |                  |                  |                  |                  |                  |  |  |                |                |                |                |                |                |  |  |  |  |  |  |  |  |  |  |  |  |  |  |  |  |  |  |  |  |  |  |  |  |  |  |  |  |  |  |  |  |  |  |  |  |  |  |  |  |  |  |
|  |  |                        |                        |                        |                        |                        |                        |  |  |                              |                              |                              |                              |                              |                              |  |  |                        |                        |                        |                        |                        |                        |  |  |                |                |                |                |                |                |  |  |           |           |           |           |           |           |  |  |           |           |           |           |           |           |  |  |                |                |                |                |                |                |  |  |                  |                  |                  |                  |                  |                  |  |  |                |                |                |                |                |                |  |  |  |  |  |  |  |  |  |  |  |  |  |  |  |  |  |  |  |  |  |  |  |  |  |  |  |  |  |  |  |  |  |  |  |  |  |  |  |  |  |  |
|  |  |                        |                        |                        |                        |                        |                        |  |  | チンギス・カン モンゴル皇帝1 | チンギス・カン モンゴル皇帝1 | チンギス・カン モンゴル皇帝1 | チンギス・カン モンゴル皇帝1 | チンギス・カン モンゴル皇帝1 | チンギス・カン モンゴル皇帝1 |  |  |                        |                        |                        |                        |                        |                        |  |  |                |                |                |                |                |                |  |  |           |           |           |           |           |           |  |  |           |           |           |           |           |           |  |  |                |                |                |                |                |                |  |  |                  |                  |                  |                  |                  |                  |  |  | ジョチ・カサル | ジョチ・カサル | ジョチ・カサル | ジョチ・カサル | ジョチ・カサル | ジョチ・カサル |  |  |  |  |  |  |  |  |  |  |  |  |  |  |  |  |  |  |  |  |  |  |  |  |  |  |  |  |  |  |  |  |  |  |  |  |  |  |  |  |  |  |
|  |  |                        |                        |                        |                        |                        |                        |  |  | チンギス・カン モンゴル皇帝1 | チンギス・カン モンゴル皇帝1 | チンギス・カン モンゴル皇帝1 | チンギス・カン モンゴル皇帝1 | チンギス・カン モンゴル皇帝1 | チンギス・カン モンゴル皇帝1 |  |  |                        |                        |                        |                        |                        |                        |  |  |                |                |                |                |                |                |  |  |           |           |           |           |           |           |  |  |           |           |           |           |           |           |  |  |                |                |                |                |                |                |  |  |                  |                  |                  |                  |                  |                  |  |  | ジョチ・カサル | ジョチ・カサル | ジョチ・カサル | ジョチ・カサル | ジョチ・カサル | ジョチ・カサル |  |  |  |  |  |  |  |  |  |  |  |  |  |  |  |  |  |  |  |  |  |  |  |  |  |  |  |  |  |  |  |  |  |  |  |  |  |  |  |  |  |  |
|  |  |                        |                        |                        |                        |                        |                        |  |  |                              |                              |                              |                              |                              |                              |  |  |                        |                        |                        |                        |                        |                        |  |  |                |                |                |                |                |                |  |  |           |           |           |           |           |           |  |  |           |           |           |           |           |           |  |  |                |                |                |                |                |                |  |  |                  |                  |                  |                  |                  |                  |  |  |                |                |                |                |                |                |  |  |  |  |  |  |  |  |  |  |  |  |  |  |  |  |  |  |  |  |  |  |  |  |  |  |  |  |  |  |  |  |  |  |  |  |  |  |  |  |  |  |
|  |  | オゴデイ モンゴル皇帝2 | オゴデイ モンゴル皇帝2 | オゴデイ モンゴル皇帝2 | オゴデイ モンゴル皇帝2 | オゴデイ モンゴル皇帝2 | オゴデイ モンゴル皇帝2 |  |  |                              |                              |                              |                              |                              |                              |  |  | トルイ                 | トルイ                 | トルイ                 | トルイ                 | トルイ                 | トルイ                 |  |  |                |                |                |                |                |                |  |  |           |           |           |           |           |           |  |  |           |           |           |           |           |           |  |  |                |                |                |                |                |                |  |  |                  |                  |                  |                  |                  |                  |  |  |                |                |                |                |                |                |  |  |  |  |  |  |  |  |  |  |  |  |  |  |  |  |  |  |  |  |  |  |  |  |  |  |  |  |  |  |  |  |  |  |  |  |  |  |  |  |  |  |
|  |  | オゴデイ モンゴル皇帝2 | オゴデイ モンゴル皇帝2 | オゴデイ モンゴル皇帝2 | オゴデイ モンゴル皇帝2 | オゴデイ モンゴル皇帝2 | オゴデイ モンゴル皇帝2 |  |  |                              |                              |                              |                              |                              |                              |  |  | トルイ                 | トルイ                 | トルイ                 | トルイ                 | トルイ                 | トルイ                 |  |  |                |                |                |                |                |                |  |  |           |           |           |           |           |           |  |  |           |           |           |           |           |           |  |  |                |                |                |                |                |                |  |  |                  |                  |                  |                  |                  |                  |  |  |                |                |                |                |                |                |  |  |  |  |  |  |  |  |  |  |  |  |  |  |  |  |  |  |  |  |  |  |  |  |  |  |  |  |  |  |  |  |  |  |  |  |  |  |  |  |  |  |
|  |  |                        |                        |                        |                        |                        |                        |  |  |                              |                              |                              |                              |                              |                              |  |  |                        |                        |                        |                        |                        |                        |  |  |                |                |                |                |                |                |  |  |           |           |           |           |           |           |  |  |           |           |           |           |           |           |  |  |                |                |                |                |                |                |  |  |                  |                  |                  |                  |                  |                  |  |  |                |                |                |                |                |                |  |  |  |  |  |  |  |  |  |  |  |  |  |  |  |  |  |  |  |  |  |  |  |  |  |  |  |  |  |  |  |  |  |  |  |  |  |  |  |  |  |  |
|  |  | グユク モンゴル皇帝3   | グユク モンゴル皇帝3   | グユク モンゴル皇帝3   | グユク モンゴル皇帝3   | グユク モンゴル皇帝3   | グユク モンゴル皇帝3   |  |  | モンケ モンゴル皇帝4         | モンケ モンゴル皇帝4         | モンケ モンゴル皇帝4         | モンケ モンゴル皇帝4         | モンケ モンゴル皇帝4         | モンケ モンゴル皇帝4         |  |  | クビライ モンゴル皇帝5 | クビライ モンゴル皇帝5 | クビライ モンゴル皇帝5 | クビライ モンゴル皇帝5 | クビライ モンゴル皇帝5 | クビライ モンゴル皇帝5 |  |  | フレグ1        | フレグ1        | フレグ1        | フレグ1        | フレグ1        | フレグ1        |  |  |           |           |           |           |           |           |  |  |           |           |           |           |           |           |  |  |                |                |                |                |                |                |  |  | アリクブケ       | アリクブケ       | アリクブケ       | アリクブケ       | アリクブケ       | アリクブケ       |  |  |                |                |                |                |                |                |  |  |  |  |  |  |  |  |  |  |  |  |  |  |  |  |  |  |  |  |  |  |  |  |  |  |  |  |  |  |  |  |  |  |  |  |  |  |  |  |  |  |
|  |  | グユク モンゴル皇帝3   | グユク モンゴル皇帝3   | グユク モンゴル皇帝3   | グユク モンゴル皇帝3   | グユク モンゴル皇帝3   | グユク モンゴル皇帝3   |  |  | モンケ モンゴル皇帝4         | モンケ モンゴル皇帝4         | モンケ モンゴル皇帝4         | モンケ モンゴル皇帝4         | モンケ モンゴル皇帝4         | モンケ モンゴル皇帝4         |  |  | クビライ モンゴル皇帝5 | クビライ モンゴル皇帝5 | クビライ モンゴル皇帝5 | クビライ モンゴル皇帝5 | クビライ モンゴル皇帝5 | クビライ モンゴル皇帝5 |  |  | フレグ1        | フレグ1        | フレグ1        | フレグ1        | フレグ1        | フレグ1        |  |  |           |           |           |           |           |           |  |  |           |           |           |           |           |           |  |  |                |                |                |                |                |                |  |  | アリクブケ       | アリクブケ       | アリクブケ       | アリクブケ       | アリクブケ       | アリクブケ       |  |  |                |                |                |                |                |                |  |  |  |  |  |  |  |  |  |  |  |  |  |  |  |  |  |  |  |  |  |  |  |  |  |  |  |  |  |  |  |  |  |  |  |  |  |  |  |  |  |  |
|  |  |                        |                        |                        |                        |                        |                        |  |  |                              |                              |                              |                              |                              |                              |  |  |                        |                        |                        |                        |                        |                        |  |  |                |                |                |                |                |                |  |  |           |           |           |           |           |           |  |  |           |           |           |           |           |           |  |  |                |                |                |                |                |                |  |  |                  |                  |                  |                  |                  |                  |  |  |                |                |                |                |                |                |  |  |  |  |  |  |  |  |  |  |  |  |  |  |  |  |  |  |  |  |  |  |  |  |  |  |  |  |  |  |  |  |  |  |  |  |  |  |  |  |  |  |
|  |  |                        |                        |                        |                        |                        |                        |  |  |                              |                              |                              |                              |                              |                              |  |  | アバカ2                | アバカ2                | アバカ2                | アバカ2                | アバカ2                | アバカ2                |  |  | イシムト       | イシムト       | イシムト       | イシムト       | イシムト       | イシムト       |  |  | タラガイ  | タラガイ  | タラガイ  | タラガイ  | タラガイ  | タラガイ  |  |  | テグデル3 | テグデル3 | テグデル3 | テグデル3 | テグデル3 | テグデル3 |  |  | モンケ・テムル | モンケ・テムル | モンケ・テムル | モンケ・テムル | モンケ・テムル | モンケ・テムル |  |  | メリク・テムル   | メリク・テムル   | メリク・テムル   | メリク・テムル   | メリク・テムル   | メリク・テムル   |  |  |                |                |                |                |                |                |  |  |  |  |  |  |  |  |  |  |  |  |  |  |  |  |  |  |  |  |  |  |  |  |  |  |  |  |  |  |  |  |  |  |  |  |  |  |  |  |  |  |
|  |  |                        |                        |                        |                        |                        |                        |  |  |                              |                              |                              |                              |                              |                              |  |  | アバカ2                | アバカ2                | アバカ2                | アバカ2                | アバカ2                | アバカ2                |  |  | イシムト       | イシムト       | イシムト       | イシムト       | イシムト       | イシムト       |  |  | タラガイ  | タラガイ  | タラガイ  | タラガイ  | タラガイ  | タラガイ  |  |  | テグデル3 | テグデル3 | テグデル3 | テグデル3 | テグデル3 | テグデル3 |  |  | モンケ・テムル | モンケ・テムル | モンケ・テムル | モンケ・テムル | モンケ・テムル | モンケ・テムル |  |  | メリク・テムル   | メリク・テムル   | メリク・テムル   | メリク・テムル   | メリク・テムル   | メリク・テムル   |  |  |                |                |                |                |                |                |  |  |  |  |  |  |  |  |  |  |  |  |  |  |  |  |  |  |  |  |  |  |  |  |  |  |  |  |  |  |  |  |  |  |  |  |  |  |  |  |  |  |
|  |  |                        |                        |                        |                        |                        |                        |  |  |                              |                              |                              |                              |                              |                              |  |  |                        |                        |                        |                        |                        |                        |  |  |                |                |                |                |                |                |  |  |           |           |           |           |           |           |  |  |           |           |           |           |           |           |  |  |                |                |                |                |                |                |  |  |                  |                  |                  |                  |                  |                  |  |  |                |                |                |                |                |                |  |  |  |  |  |  |  |  |  |  |  |  |  |  |  |  |  |  |  |  |  |  |  |  |  |  |  |  |  |  |  |  |  |  |  |  |  |  |  |  |  |  |
|  |  |                        |                        |                        |                        |                        |                        |  |  | アルグン4                    | アルグン4                    | アルグン4                    | アルグン4                    | アルグン4                    | アルグン4                    |  |  | ガイハトゥ5            | ガイハトゥ5            | ガイハトゥ5            | ガイハトゥ5            | ガイハトゥ5            | ガイハトゥ5            |  |  |                |                |                |                |                |                |  |  | バイドゥ6 | バイドゥ6 | バイドゥ6 | バイドゥ6 | バイドゥ6 | バイドゥ6 |  |  |           |           |           |           |           |           |  |  |                |                |                |                |                |                |  |  | シンカン         | シンカン         | シンカン         | シンカン         | シンカン         | シンカン         |  |  |                |                |                |                |                |                |  |  |  |  |  |  |  |  |  |  |  |  |  |  |  |  |  |  |  |  |  |  |  |  |  |  |  |  |  |  |  |  |  |  |  |  |  |  |  |  |  |  |
|  |  |                        |                        |                        |                        |                        |                        |  |  | アルグン4                    | アルグン4                    | アルグン4                    | アルグン4                    | アルグン4                    | アルグン4                    |  |  | ガイハトゥ5            | ガイハトゥ5            | ガイハトゥ5            | ガイハトゥ5            | ガイハトゥ5            | ガイハトゥ5            |  |  |                |                |                |                |                |                |  |  | バイドゥ6 | バイドゥ6 | バイドゥ6 | バイドゥ6 | バイドゥ6 | バイドゥ6 |  |  |           |           |           |           |           |           |  |  |                |                |                |                |                |                |  |  | シンカン         | シンカン         | シンカン         | シンカン         | シンカン         | シンカン         |  |  |                |                |                |                |                |                |  |  |  |  |  |  |  |  |  |  |  |  |  |  |  |  |  |  |  |  |  |  |  |  |  |  |  |  |  |  |  |  |  |  |  |  |  |  |  |  |  |  |
|  |  |                        |                        |                        |                        |                        |                        |  |  |                              |                              |                              |                              |                              |                              |  |  |                        |                        |                        |                        |                        |                        |  |  |                |                |                |                |                |                |  |  |           |           |           |           |           |           |  |  |           |           |           |           |           |           |  |  |                |                |                |                |                |                |  |  |                  |                  |                  |                  |                  |                  |  |  |                |                |                |                |                |                |  |  |  |  |  |  |  |  |  |  |  |  |  |  |  |  |  |  |  |  |  |  |  |  |  |  |  |  |  |  |  |  |  |  |  |  |  |  |  |  |  |  |
|  |  | ガザン7                | ガザン7                | ガザン7                | ガザン7                | ガザン7                | ガザン7                |  |  | オルジェイトゥ8              | オルジェイトゥ8              | オルジェイトゥ8              | オルジェイトゥ8              | オルジェイトゥ8              | オルジェイトゥ8              |  |  | アラーフランク         | アラーフランク         | アラーフランク         | アラーフランク         | アラーフランク         | アラーフランク         |  |  |                |                |                |                |                |                |  |  | アリー    | アリー    | アリー    | アリー    | アリー    | アリー    |  |  |           |           |           |           |           |           |  |  |                |                |                |                |                |                |  |  | ソセ             | ソセ             | ソセ             | ソセ             | ソセ             | ソセ             |  |  |                |                |                |                |                |                |  |  |  |  |  |  |  |  |  |  |  |  |  |  |  |  |  |  |  |  |  |  |  |  |  |  |  |  |  |  |  |  |  |  |  |  |  |  |  |  |  |  |
|  |  | ガザン7                | ガザン7                | ガザン7                | ガザン7                | ガザン7                | ガザン7                |  |  | オルジェイトゥ8              | オルジェイトゥ8              | オルジェイトゥ8              | オルジェイトゥ8              | オルジェイトゥ8              | オルジェイトゥ8              |  |  | アラーフランク         | アラーフランク         | アラーフランク         | アラーフランク         | アラーフランク         | アラーフランク         |  |  |                |                |                |                |                |                |  |  | アリー    | アリー    | アリー    | アリー    | アリー    | アリー    |  |  |           |           |           |           |           |           |  |  |                |                |                |                |                |                |  |  | ソセ             | ソセ             | ソセ             | ソセ             | ソセ             | ソセ             |  |  |                |                |                |                |                |                |  |  |  |  |  |  |  |  |  |  |  |  |  |  |  |  |  |  |  |  |  |  |  |  |  |  |  |  |  |  |  |  |  |  |  |  |  |  |  |  |  |  |
|  |  |                        |                        |                        |                        |                        |                        |  |  |                              |                              |                              |                              |                              |                              |  |  |                        |                        |                        |                        |                        |                        |  |  |                |                |                |                |                |                |  |  |           |           |           |           |           |           |  |  |           |           |           |           |           |           |  |  |                |                |                |                |                |                |  |  |                  |                  |                  |                  |                  |                  |  |  |                |                |                |                |                |                |  |  |  |  |  |  |  |  |  |  |  |  |  |  |  |  |  |  |  |  |  |  |  |  |  |  |  |  |  |  |  |  |  |  |  |  |  |  |  |  |  |  |
|  |  | アブー・サイード9      | アブー・サイード9      | アブー・サイード9      | アブー・サイード9      | アブー・サイード9      | アブー・サイード9      |  |  | サティ・ベク12               | サティ・ベク12               | サティ・ベク12               | サティ・ベク12               | サティ・ベク12               | サティ・ベク12               |  |  | ジハーン・テムル       | ジハーン・テムル       | ジハーン・テムル       | ジハーン・テムル       | ジハーン・テムル       | ジハーン・テムル       |  |  | スライマーン13 | スライマーン13 | スライマーン13 | スライマーン13 | スライマーン13 | スライマーン13 |  |  | ムーサー  | ムーサー  | ムーサー  | ムーサー  | ムーサー  | ムーサー  |  |  |           |           |           |           |           |           |  |  |                |                |                |                |                |                |  |  | アルパ・ケウン10 | アルパ・ケウン10 | アルパ・ケウン10 | アルパ・ケウン10 | アルパ・ケウン10 | アルパ・ケウン10 |  |  |                |                |                |                |                |                |  |  |  |  |  |  |  |  |  |  |  |  |  |  |  |  |  |  |  |  |  |  |  |  |  |  |  |  |  |  |  |  |  |  |  |  |  |  |  |  |  |  |
|  |  | アブー・サイード9      | アブー・サイード9      | アブー・サイード9      | アブー・サイード9      | アブー・サイード9      | アブー・サイード9      |  |  | サティ・ベク12               | サティ・ベク12               | サティ・ベク12               | サティ・ベク12               | サティ・ベク12               | サティ・ベク12               |  |  | ジハーン・テムル       | ジハーン・テムル       | ジハーン・テムル       | ジハーン・テムル       | ジハーン・テムル       | ジハーン・テムル       |  |  | スライマーン13 | スライマーン13 | スライマーン13 | スライマーン13 | スライマーン13 | スライマーン13 |  |  | ムーサー  | ムーサー  | ムーサー  | ムーサー  | ムーサー  | ムーサー  |  |  |           |           |           |           |           |           |  |  |                |                |                |                |                |                |  |  | アルパ・ケウン10 | アルパ・ケウン10 | アルパ・ケウン10 | アルパ・ケウン10 | アルパ・ケウン10 | アルパ・ケウン10 |  |  |                |                |                |                |                |                |  |  |  |  |  |  |  |  |  |  |  |  |  |  |  |  |  |  |  |  |  |  |  |  |  |  |  |  |  |  |  |  |  |  |  |  |  |  |  |  |  |  |
|  |  |                        |                        |                        |                        |                        |                        |  |  |                              |                              |                              |                              |                              |                              |  |  |                        |                        |                        |                        |                        |                        |  |  |                |                |                |                |                |                |  |  |           |           |           |           |           |           |  |  |           |           |           |           |           |           |  |  | ムハンマド11   | ムハンマド11   | ムハンマド11   | ムハンマド11   | ムハンマド11   | ムハンマド11   |  |  |                  |                  |                  |                  |                  |                  |  |  | トガ・テムル   | トガ・テムル   | トガ・テムル   | トガ・テムル   | トガ・テムル   | トガ・テムル   |  |  |  |  |  |  |  |  |  |  |  |  |  |  |  |  |  |  |  |  |  |  |  |  |  |  |  |  |  |  |  |  |  |  |  |  |  |  |  |  |  |  |